# خورشید طلوع خواهد کرد؟
«خورشید طلوع خواهد کرد؟» (به انگلیسی: Will the Sun Rise?) تک‌آهنگی از استراتوواریوس است که در سال ۱۹۹۶ میلادی منتشر شد.